# Joel Roberts Poinsett
Pour les articles homonymes, voir Poinsett.
Joel Roberts Poinsett, né le 2 mars 1779 à Charleston (Caroline du Sud), et mort le 12 décembre 1851 à Stateburg, dans le même état des États-Unis est un médecin, botaniste et diplomate américain. Il est le premier représentant américain officiel en Amérique du sud, également membre de la législature de la Caroline du Sud durant la crise de la nullification. Il fait partie des unionistes, est secrétaire à la Guerre des États-Unis sous la présidence de Martin Van Buren. Il est également le cofondateur du National Institute for the Promotion of Science (en) (prédécesseur du Smithsonian Institution).

## Biographie
Son ancêtre Pierre Poinsett, originaire de Soubise, a fui la France lors de la révocation de l'édit de Nantes pour gagner l'Angleterre, puis les États-Unis entre 1685 et 1692.
Il fut le premier ambassadeur des États-Unis au Mexique et secrétaire à la Guerre des États-Unis de 1837 à 1841.
Il prit part à la guerre d'indépendance du Chili avec José Miguel Carrera.
On a donné son nom à une famille de plantes, le Poinsettia.
Il possède une ferme et des plantations. Le père de Septima Clark nait dans sa plantation. Poinsett est un défenseur du système de l'esclavage alors en place dans en Caroline du Sud,.

## Agent spécial au Mexique
Bien que les États-Unis aient déjà nommé des agents pour la vice-royauté de Nouvelle-Espagne, Poinsett serait le premier « agent spécial » nommé au Mexique en tant que nation indépendante par le gouvernement américain. Cependant, les relations des autorités vice-royales avec les agents précédents n'étaient pas satisfaisantes.
Il existe des antécédents d'espionnage et d'ingérence des États-Unis dans les affaires politiques de la vice-royauté de Nouvelle-Espagne ; C'est le cas de William Shaler, qui, en plus d'être un « agent spécial » du Mexique qui collaborait avec les insurgés et dont les plans incluaient l'annexion du Texas au territoire américain, a également recruté des filibusters américains en Louisiane pour l'Expédition Gutiérrez-Magee, qui a complètement échoué, vaincue par les royalistes Joaquín de Arredondo et Ignacio Elizondo. En conséquence, l'entrée de tout Américain dans la province du Texas de la Nouvelle-Espagne est strictement interdite.
Les relations avec les États-Unis au Mexique en tant que nation indépendante seront établies à la fin de l'année 1822, peu après l'obtention de l'indépendance. Cette année-là, Poinsett était déjà revenu d'Amérique du Sud, et cette fois-ci, il sera envoyé par James Monroe au Mexique dans le but d'analyser et de persuader le gouvernement impérial et de lui proposer de lui vendre un grand nombre d'États qui faisaient alors partie de la partie nord du Premier Empire mexicain.
Poinsett avait de grandes ambitions expansionnistes et un fort nationalisme. Partisan de la Doctrine Monroe, il était convaincu que le républicanisme était la forme de gouvernement qui devait être établie sur tout le continent, et il tenta d'influencer dans divers cercles le gouvernement d'Agustín de Iturbide, qui commençait à montrer des signes de division. Il pense que le Empire mexicain ne prospère pas et qu'il est sur le point de s'effondrer.
Il tente de convaincre le ministre des affaires étrangères, Juan Francisco de Azcárate, de vendre les territoires du nord du Texas, Nuevo México, Alta et Baja California, Sonora (y compris une partie de Arizona et la Mesilla), Coahuila et Nuevo León aux États-Unis.
Après avoir échoué dans sa tentative d'acquérir de nouveaux territoires pour les États-Unis, il écrit un livre, intitulé Notes sur le Mexique, dans lequel il donne un résumé complet de la situation politique, géographique et sociale du premier empire mexicain.

## Père de la loge yorkiste au Mexique
Poinsett est également associé à l'introduction du Rite d'York dans le système politique mexicain, notamment en convainquant des personnalités telles que le président Guadalupe Victoria, Vicente Guerrero et Lorenzo de Zavala (qui participerait plus tard à la révolution texane contre le gouvernement) de devenir Maçons de la Loge d'York, et en conseillant au gouvernement mexicain d'autoriser les colons à s'installer au Texas en raison de sa population clairsemée. Jusqu'alors, cette autorisation n'avait été accordée qu'à Moses Austin par le gouvernement d'Iturbide.
En 1825, Poinsett retourne à nouveau au Mexique ; peu après, le Rite national mexicain, représentation de la loge yorkiste au Mexique, voit le jour et devient rapidement un parti politique qui s'oppose fortement à ses rivaux, le Parti écossais (Mexique), qui privilégie la monarchie, l'aristocratie et l'Église. Les maçons de la Loge d'York ont joué un rôle déterminant dans le renversement d'Agustín de Iturbide en 1823.
Nicolás Bravo, alors vice-président et lié à la loge écossaise, dénonce en 1827 l'ingérence de Poinsett dans les affaires de la nation et demande au Congrès mexicain de l'expulser du pays, en promulguant le Plan de Montaño, dont le troisième article mentionne ouvertement l'influence de la loge yorkiste et de Poinsett dans les affaires politiques du pays. Cependant, son expulsion ne s'est pas concrétisée, car Vicente Guerrero, de la loge yorkiste, a pris la présidence et a expulsé Nicolás Bravo.
« À cette époque, Poinsett apparut avec le dessein dépravé de fomenter la désunion, non seulement entre les Mexicains et les Espagnols, mais aussi entre les Mexicains eux-mêmes ; il dissémina tous ses agents à travers la République, qui correspondaient exactement à sa mission, semant la discorde entre les frères. Notre République était alors l'image de l'enfer, car tous étaient impitoyablement hostiles les uns aux autres ; il réussit finalement, non seulement à nous diviser pour que sa mission puisse tirer tout le parti possible de notre désunion, en démembrant l'intégrité de notre République, mais aussi à faire passer la loi pour l'expulsion des Espagnols, afin qu'en émigrant en Amérique du Nord avec leurs immenses capitaux, ils puissent accroître la richesse de leur nation... » - Carlos María de Bustamante, homme politique et historien du XIXe siècle,.
Cela a engendré le chaos et la division dans le pays dans les années à venir, car les Yorkistes ressentaient une forte anti-hispanisme et considéraient le pavillon écossais avec un fort ressentiment et comme des promoteurs de la monarchie et d'une forte association avec le catholicisme. Cette division a même conduit à des conflits armés tels que la Rébellion de Veracruz, qui à son tour a conduit à de nouvelles divisions internes au sein du parti yorkiste, avec l'émergence de fédéralistes ou de yorkistes modérés et de yorkistes radicaux. En 1830, à la suite d'une coup d'État, le Yorkiste radical Vicente Guerrero est renversé, ce qui oblige Poinsett à quitter le pays pour de bon, après avoir lui-même aidé les Yorkistes radicaux à écarter le Yorkiste fédéraliste Manuel Gómez Pedraza de la présidence l'année précédente.